# Villa Epecuén
Villa Epecuén fue un pueblo turístico argentino en ruinas, ubicado en el partido de Adolfo Alsina, provincia de Buenos Aires.
Situada a 7,3 km de la ciudad de Carhué, fue fundada en 1921 a orillas del lago del mismo nombre, y llegó a tener cerca de 1.500 habitantes, siendo visitada por un promedio de 25 mil turistas durante el verano. 
En 1985 una inundación provocada por una crecida del lago sumergió al pueblo completamente bajo el agua, obligando que se evacuara casi toda su población. Posteriormente en los últimos años el agua comenzó a retirarse, dejando a la vista las ruinas de la ciudad, que se han convertido por sí mismas en un atractivo turístico.
La repentina destrucción de la ciudad, junto con sus ruinas, despertaron el interés de periodistas, antropólogos, fotógrafos y deportistas.
Tras el desastre provocado por la inundación, Villa Epecuén quedó convertido en un pueblo fantasma, con la totalidad del ejido urbano reducido a ruinas. Pese a ello y a que el desborde del lago provocó la evacuación de la población, sólo un habitante de nombre Pablo Novak, continuó habitando el pueblo en ruinas, negándose al traslado. Este habitante permaneció viviendo en las ruinas de Epecuén, hasta su fallecimiento ocurrido el 22 de enero de 2024, tras lo cual Villa Epecuén quedó declarado oficialmente como pueblo desierto.

## Toponimia
Epecuén proviene de la lengua mapuche, pero todavía hoy está en debate cuál es su significado. Una interpretación bastante aceptada es que deriva de "epe" (casi) y "cuen" (asar), debido al blanco que da la hipersalinidad del agua de la laguna. Otros, cambian el "cuen" por "cuel" (límite), aduciendo que ese blanco divide las tierras buenas de las malas
Otras interpretaciones apuntan a lecturas tan diversas como "eterna primavera" o "flor de ceniza".

## Historia

### Origen

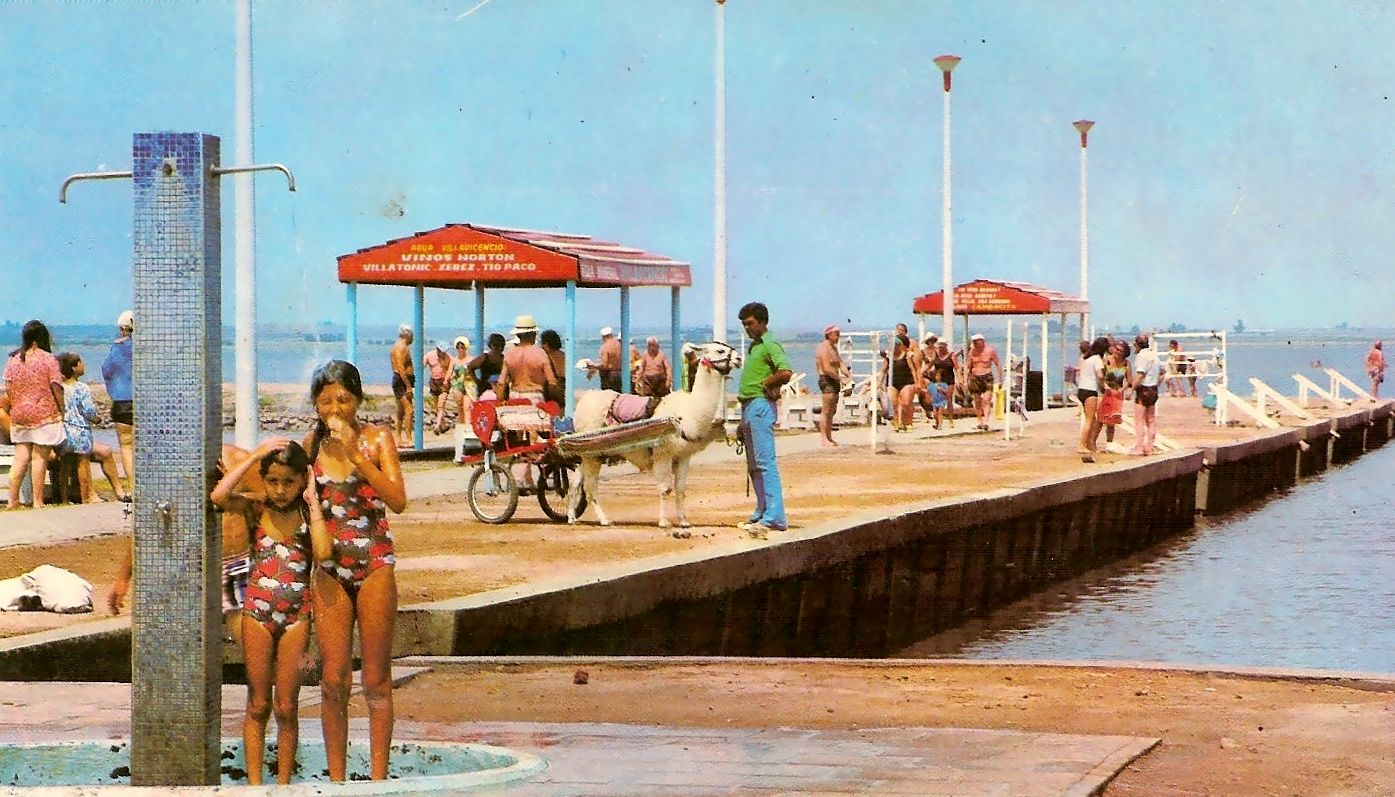
La costanera en sus mejores años

Las aguas termales de la laguna Epecuén poseen un alto nivel de salinidad, similar al del Mar Muerto, lo cual generó un creciente interés turístico/medicinal hacia la zona.
El pueblo fue fundado por Arturo Vatteone el 23 de enero de 1921, con la inauguración del primer balneario sobre la laguna, a 7 km de Carhué. El lugar fue denominado "Mar de Epecuén" y comenzaron a lotearse tierras para conformar un pueblo.
Otro factor importante fue la confluencia de varias líneas ferroviarias en la zona. El Ferrocarril Oeste (hoy Sarmiento) servía la estación Villa Epecuén, mientras que el Ferrocarril Midland y el Ferrocarril del Sud llevaba pasajeros hasta la estación Carhué.
El pueblo no dejó de expandirse desde entonces, desarrollando la infraestructura urbana e inaugurando hoteles, residencias de lujo e industrias explotadoras de sal y productos derivados.
Se generó una población estable, entre trabajadores y propietarios, de modo que hacia 1930 la ciudad ya contaba con todas las instituciones de un poblado permanente.
Hacia la década del '70 recibía 25 mil turistas durante la época veraniega, con 6 mil plazas hoteleras declaradas y 250 establecimientos comerciales. La población estable rondaba las 1.200 personas.

### Inundación

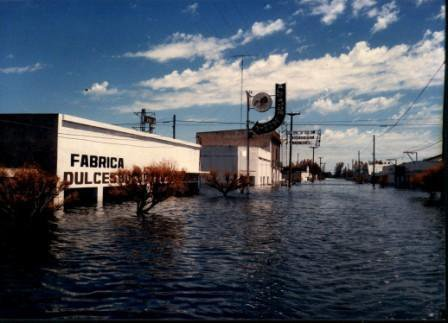
La inundación (1985)

En 1975, el gobierno provincial construyó el canal Ameghino, una obra de ingeniería que conectaba varias cuencas y regulaba el caudal de agua en todas las lagunas de la región. Con este sistema ninguna se secaría y no habría riesgo de inundación. La idea era estabilizar el caudal irregular de la laguna, una característica natural e inherente a su condición, pero que causaba serios trastornos a la actividad turística. Los trabajos comienzan con la construcción de un canal recolector de agua, pero son abandonados a medio hacer con la llegada de la Dictadura Cívico Militar en 1976.
Este panorama comienza a verse agravado desde 1980 con el surgimiento de fuertes lluvias, que amenazan con anegar al pueblo. La laguna crecía entre 50 y 60 centímetros por año y amenazaba con rebasar el terraplén defensivo de cuatro metros de altura sobre la costa, construido para proteger al pueblo. En 1985 la provincia de Buenos Aires pasaba por una de las peores inundaciones de su historia. Cuatro millones y medio de hectáreas habían quedado anegadas por un desborde del Río Salado. Las pérdidas —por evacuación, por poblaciones incomunicadas y por deterioro global de la economía de los distritos afectados— luego se medirían en mil quinientos millones de dólares. Durante una fuerte crecida ocurrida a principios de noviembre de 1985, algunos vecinos del pueblo —entre ellos, los bomberos de la zona— comentaban que el terraplén que los separaba del lago podría caer, mientras que los funcionarios municipales y provinciales sostenían que cualquier desborde no superaría los diez centímetros y que esta villa del suroeste de la Provincia de Buenos Aires seguiría siendo uno de los principales centros de salud del país. Pero el 10 de noviembre de 1985, el terraplén cedió y los excedentes hídricos inundaron el pueblo, que tuvo que ser evacuado. El trabajo “fuerte” de evacuación duró 15 días y no hubo ninguna fatalidad, si bien hubo que trasladar hasta los féretros del cementerio— la municipalidad los derivó a Carhué, a unos ocho kilómetros.[cita requerida] Epecuén se fue cubriendo de agua lenta y paulatinamente y sus casi 1.500 residentes estables perdieron todo. Dos años después llegó a su pico máximo de inundación; las ruinas quedaron bajo el agua durante dos décadas 
Se ha imputado al entonces gobernador Alejandro Armendáriz de haber ordenado sacar los sistemas de defensa que paraban el agua de un sistema hídrico que, como el de las seis lagunas "Encadenadas" al norte de Carhué no tenía contención. Las indemnizaciones en australes fueron afectadas por la hiperinflación reinante. Varios funcionarios serían posteriormente imputados por desvío de fondos públicos que estaban destinados a las obras públicas contra las inundaciones, entre ellos el vicegobernador, y el ministro Conrado Storani y el ministro Aldo Neri, quien sería acusado por los vecinos damnificados de desviar la ayuda alimentaria a punteros, siguiendo criterios políticos partidistas a cambio de votos.
El pueblo fue evacuado en su totalidad, y el agua no retrocedió.
Hacia mediados de 1993 Villa Epecuén se encontraba a 7 m bajo el agua. Durante esos años se realizaron obras para impedir el ingreso de caudales externos a la laguna, por lo que la cota comenzó a descender lentamente. 

### Actualidad
El nivel del agua ha retrocedido casi en su totalidad. Aun es visible el trazado de las calles, el dique de contención y las ruinas de las casas, hoteles y edificios emblemáticos. Abundan árboles muertos, edificios en ruinas y vehículos oxidados. En 2010 quedaban ya pocas manzanas inundadas, si bien el pueblo continúa deshabitado y en ruinas.
Las ruinas son frecuentemente visitadas por fotógrafos, turistas de distintas partes del mundo, periodistas y entusiastas de los deportes extremos. El último habitante del lugar fue Pablo Novak (25/01/1930 - 22/01/2024), quien se resistía a abandonar su pueblo y lo recorría junto a su perro "Chozno" y su vieja bicicleta.
Actualmente la familia de Pablo cuida la casa donde él vivía y se pueden realizar visitas a ella.

## Ubicación
Sus ruinas se hallan en los bordes de la Laguna Epecuén a unos 7 km al norte de la ciudad de Carhué.

## Galería

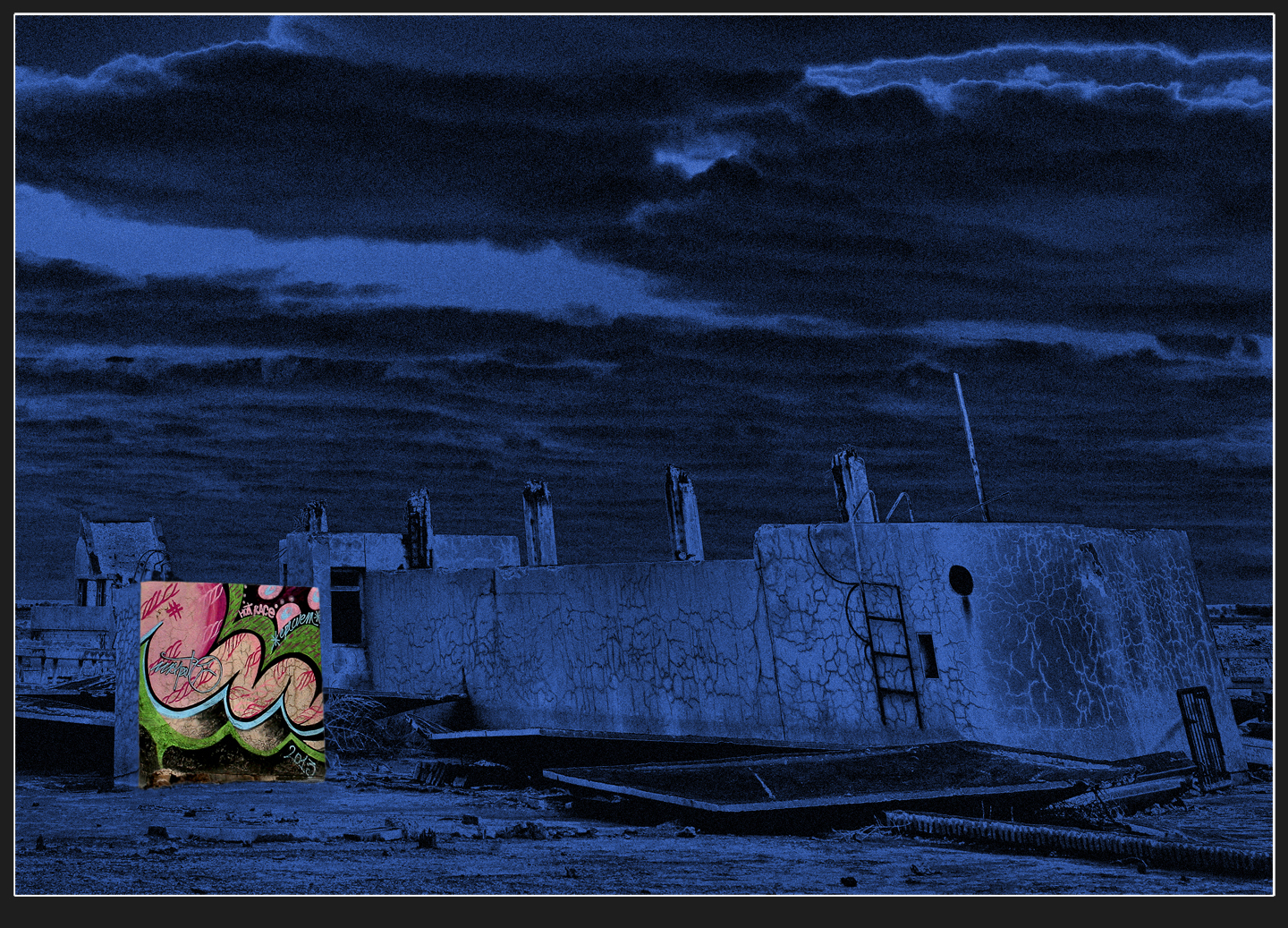
Un paisaje nocturno
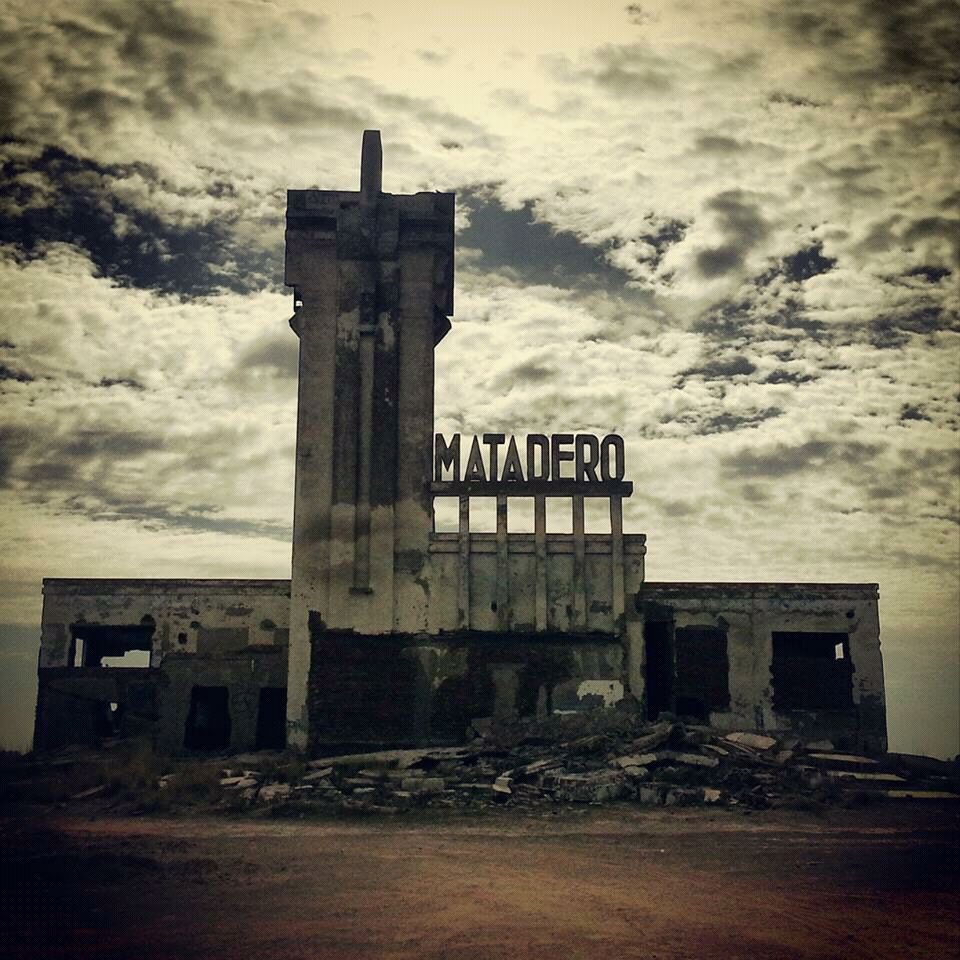
El antiguo matadero
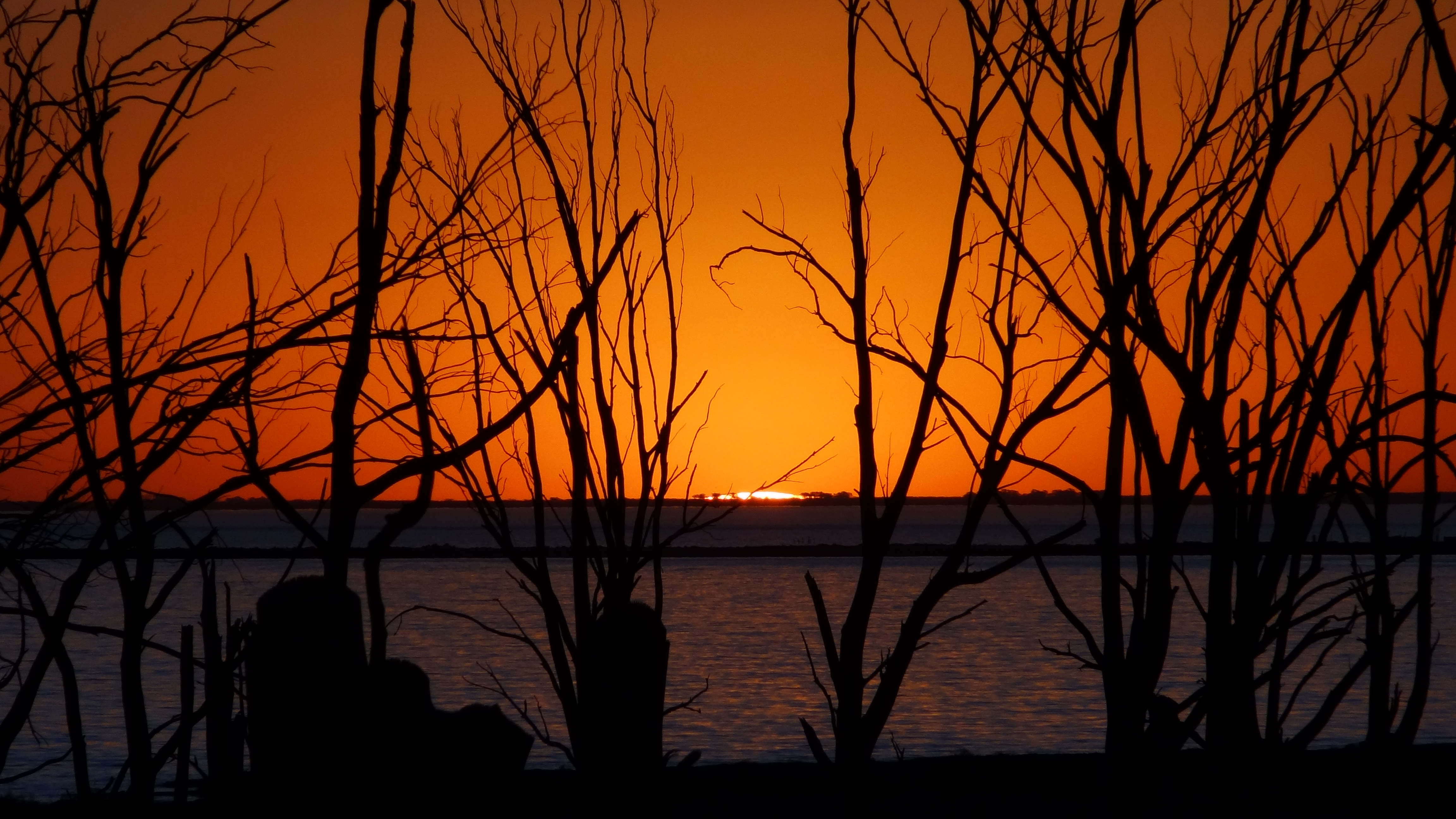
La laguna
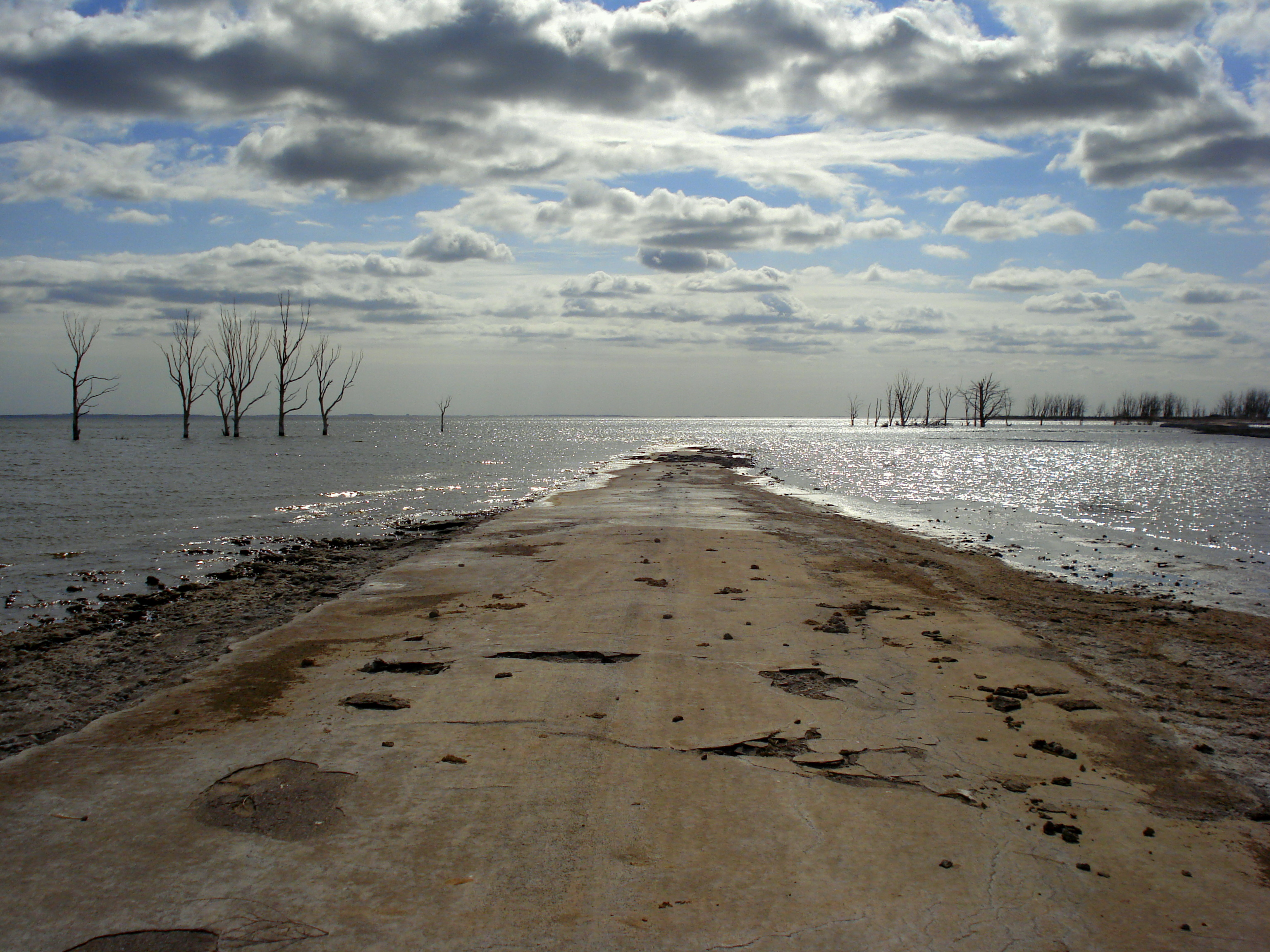
Hacia el agua
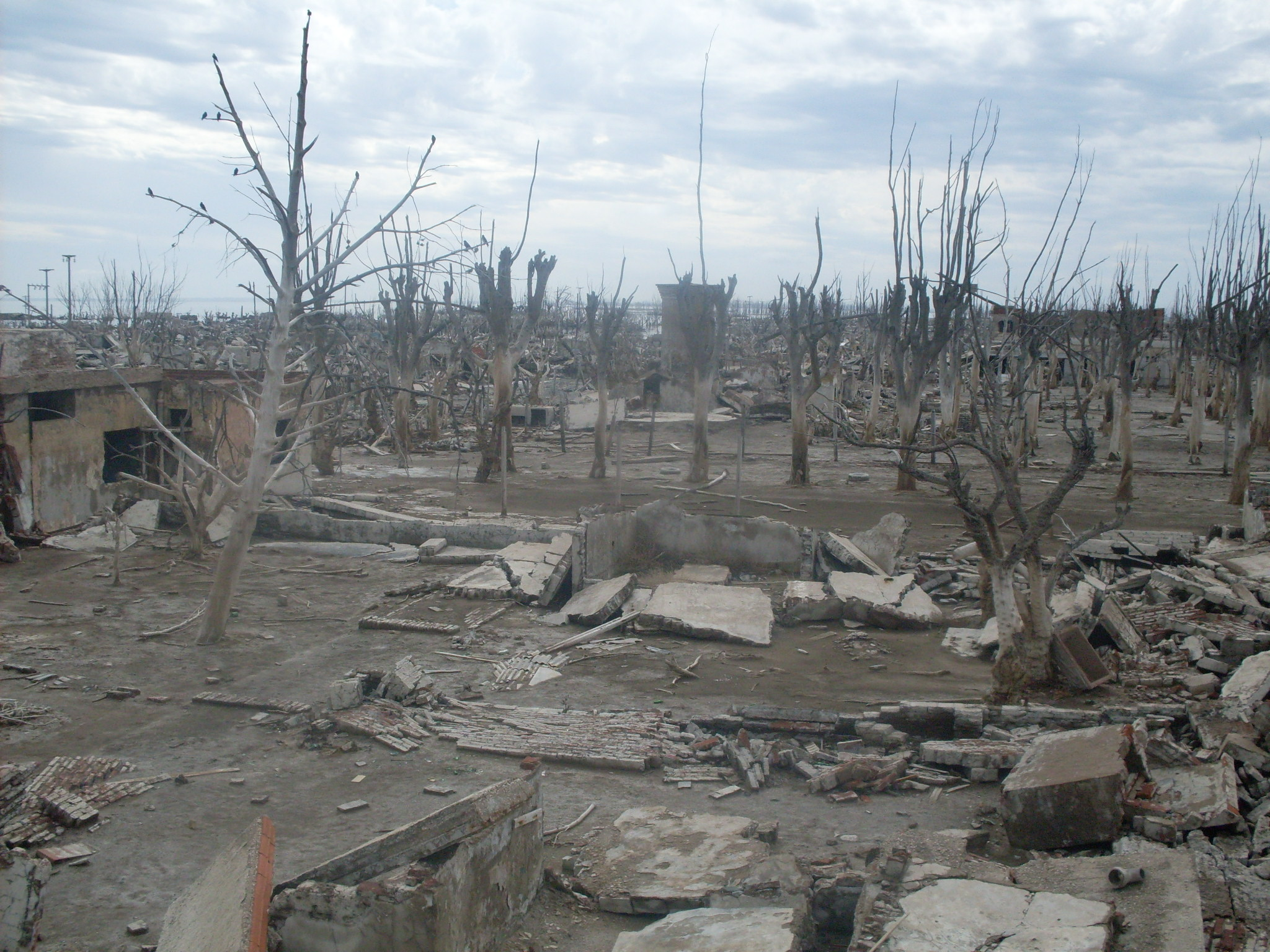
Escombros
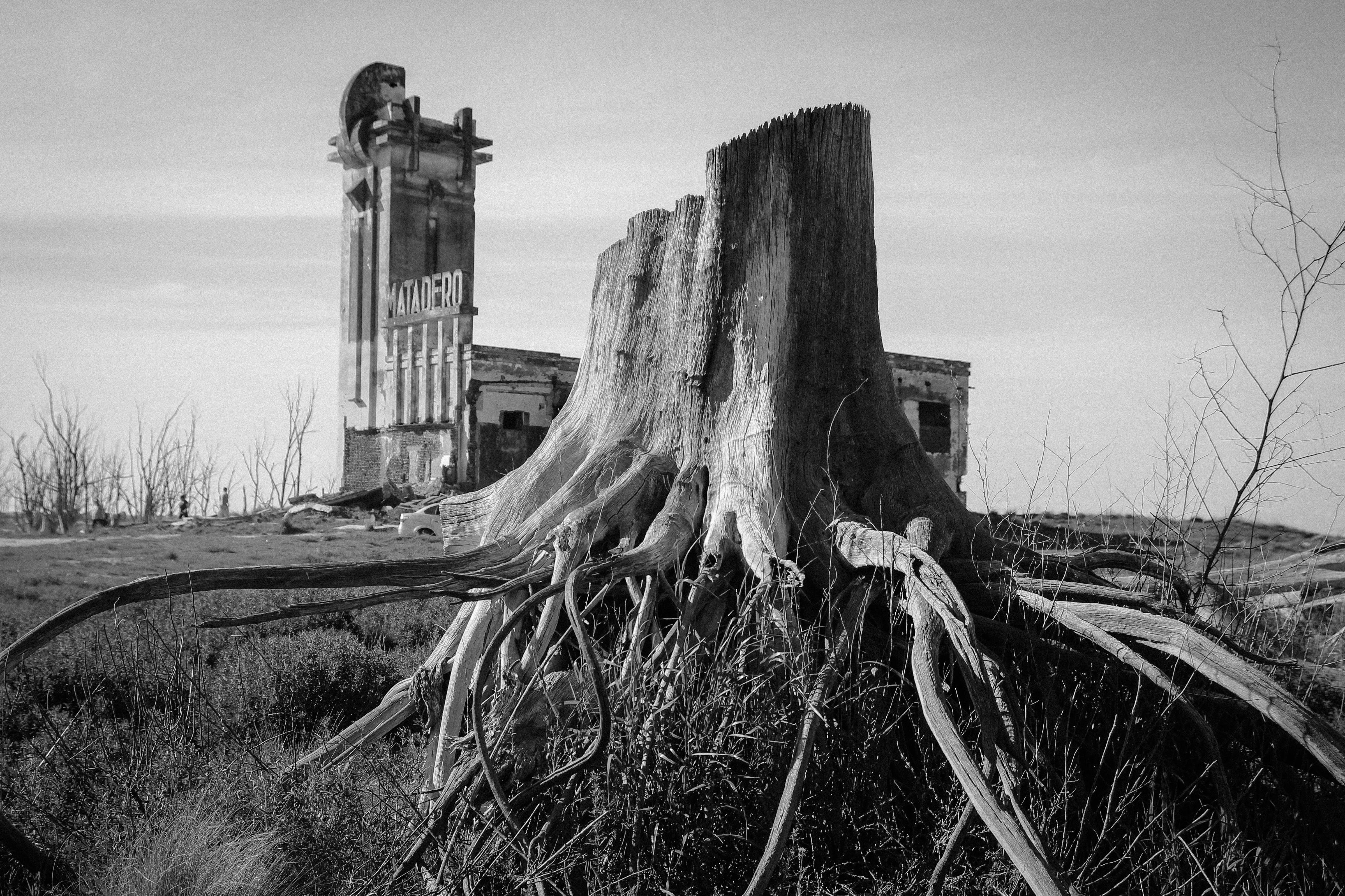
El matadero

## En la Cultura Popular
En la ruinas de la localidad se filmó la película de terror "Los Olvidados" de 2017, dirigida por Luciano y Nicolás Onetti.